# Montserrat Pujol Vilarnau
Montserrat Pujol Vilarnau (Tiana, 1941) és una mestra i pedagoga de l’escola pública Manuel de Falla, que fou receptora d’alumnes provinents de les Escoles Pies de Pekín al Camp de la Bota i que va deixar d’existir a l’any 1972. Posteriorment treballà com a docent a l’escola Jacinto Benabente de nova creació al barri de La Mina de Sant Adrià de Besòs (sota la direcció de Mercè Pinyol).
Va impulsar (junt a Paco Garcia de Haro) el projecte "La lletra entra participant" (en castellà "La letra participando entra"), que tenia la finalitat de contribuir a l'alfabetització de la població del barri de La Mina, i a partir del qual es va redactar el Manifest sobre l’alfabetització a La Mina. Al 1981 va organitzar, de nou al barri de La Mina i també amb Paco Garcia de Haro, el primer ‘Seminari Interregional sobre Alfabetització’ amb el títol «Analfabetisme i desenvolupament comunitari».

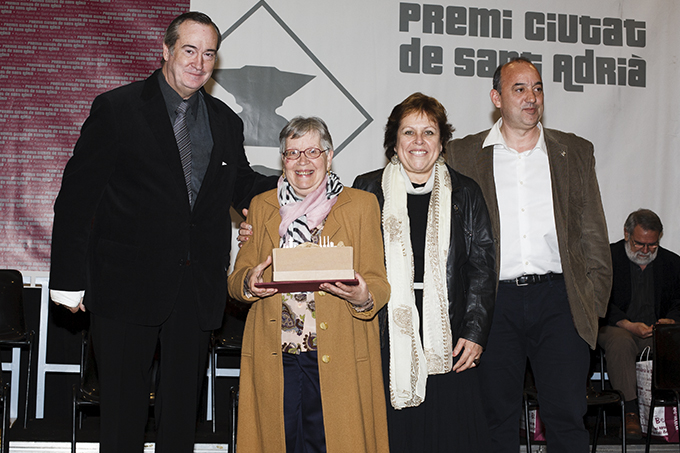
Montserrat Pujol Vilarnau recollint el premi Ciutat de Sant Adrià 2013

Al 2013 se li concedí el Premi Ciutat de Sant Adrià en l'àmbit de cultura.